# St. Michael (Korb)

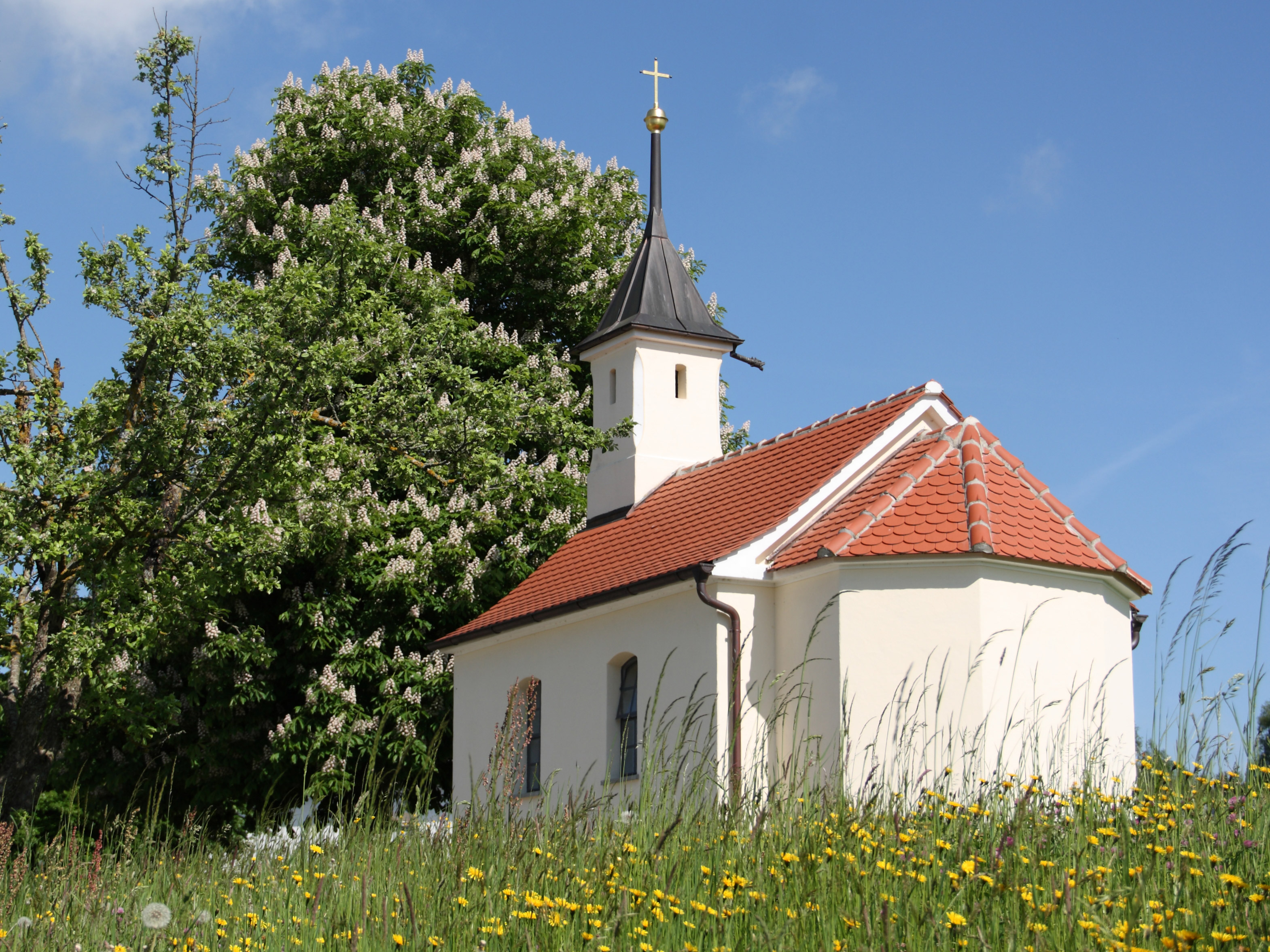
Ansicht der Kapelle aus Süden

St. Michael ist eine Privatkapelle im oberschwäbischen Korb, einem Ortsteil von Breitenbrunn. Die gegen Ende des 19. Jahrhunderts an der Stelle eines hölzernen Vorgängerbaus aus dem Jahre 1855 erbaute Kapelle wurde zuletzt 1969 renoviert. Sie ist ein Raum zu zwei Achsen mit flacher Decke, Stichbogenfenstern und einem eingezogenen, dreiseitig schließenden Altarraum. Dieser war bis 1969 mit einer Lourdesgrotte geschmückt. Im Westen befinden sich eine Stichbogentür und ein quadratischer Dachreiter mit einem Zeltdach. Die Holzfiguren der Heiligen Antonius und Josef sind gefasst und um 1720/1730 entstanden. Das Kruzifix stammt aus dem zweiten Viertel des 18. Jahrhunderts.